# 梶正道
梶 正道（かじ まさみち）は、戦国時代から安土桃山時代の武将。通称は次郎兵衛、金平。本多忠勝配下の侍大将として多くの武功を立てた。諱を勝忠とし、淡路と称したともいう。

## 生涯
『寛政重修諸家譜』（以下『寛政譜』）によれば、松平広忠に仕えた梶彦十郎の三男として生まれる。能見松平家出身との主張もあるが、『寛政譜』では退けられている（#系譜節参照）。慶長19年（1614年）に64歳で没したとする記録からの逆算によれば、天文20年（1551年）生まれ。9歳で徳川家康に出仕し、のちに使番となる。三河国足助庄（現在の足助町）で2500石、寄子分も含め4000石を知行した。
永禄7年（1564年）、一宮城の後詰めに従軍し、傷を負いながらも敵を組み討ちする武功を立てた。永禄9年（1566年）からは本多忠勝に附属され、侍大将として出陣ごとに先手を務めた。天正3年（1575年）、長篠の戦いに従軍。
天正12年（1584年）、小牧・長久手の戦いでは援軍として出馬した羽柴秀吉の追撃戦で活躍し、戸田一西・村上弥右衛門と共に「長久手の三盃」と称された。天正18年（1590年）小田原征伐時の岩槻城攻撃には大手口で敵と鑓を合わせ、また城に乗り込んで鑓の枝に中黒の大旗をさして掲げ、味方の攻勢を励ます武功があった。慶長5年（1600年）の関ヶ原の戦いの後、桜井勝成・渡辺則綱ら本多家附属の武将たちとともに、本多家を出て徳川家に直仕する事を要請したが、家康の「おぼしめす旨」により正道は本多家にとどまるよう命じられた。
慶長19年（1614年）2月13日、伊勢国桑名において64歳で没した。ただし、慶長18年（1613年）に65歳で没したとする系図もある。

## 人物・逸話
- 『寛政重修諸家譜』によれば、長篠の戦いの際、武田勢は自軍の旗を捨てて敗走したが、徳川方の兵は武田勢の旗を拾って武田方の兵を嘲笑した。これに対して武田兵は「無用の旧物であるから捨てたのだ」と応じ、新たな旗を掲げて見せた。これに対して正道が進み出て、「山県昌景や馬場信春ら甲斐の老将たちの首もわが方にあるが、これも無用の旧物なのか」と笑い、武田兵をやりこめた。のちにこのやり取りを聞いた家康は正道を称賛した（御感あり）という[1]。
- 根岸鎮衛『耳嚢』巻之五「梶金平辞世の事」によれば、梶正道（金平）は「死にともな あら死にともな 死ともな 御恩に成し君を思へば」という辞世を詠んだという。根岸鎮衛が他人から聞いた話を書き留めたものであるが、豪傑として知られた「豪気武骨」の人物が忠臣の心情を辞世とし、他人の評価を気にせずに詠んだ歌として興味を示している[5]。
  - 『名将言行録』巻之五十四（本多忠勝）では、これに似た歌「死にともな あら死にともな 去りとては 君の情の今は恨めし」を、本多忠勝に殉死した大谷三平にさらに殉死した三平の下僕の辞世として掲げている[6]。
  - これに似た歌「死にともな 嗚呼死にともな 死にともな 深き御恩の君を思えば」が、本多忠勝の辞世として流布している。

## 系譜
『寛永諸家系図伝』（『寛永伝』）編纂時の呈譜によれば、梶氏は平氏を称した。兄に彦十郎・光助という2人の兄があり、家康に仕えたとされるが、それ以上の事績は伝わっていない。
『寛政重修諸家譜』（『寛政譜』）編纂時、梶家は能見松平家から分かれた家であると主張した（『寛政譜』でも、能見松平忠澄の妻が梶五郎兵衛の娘と記されている）。すなわち、忠澄の長男の忠綱は、松平姓を憚って母方の梶氏を称したが、忠綱の孫の代で無嗣となったため、忠綱の弟にあたる「勝忠」（次郎兵衛、金平）が家を継いだとする。『寛政譜』編纂者は、梶家の直接の祖「勝忠」は、『寛永伝』で梶正道とある人物であり、能見松平家と結び付けた家伝は信用しがたいと考証し、『寛永伝』を基本にして系譜を作成している。

### 子
『寛政譜』では3男4女（養子含む）を以下の順で記載する。
- 女子：井伊掃部頭（彦根藩）家臣某氏の妻
- 女子：勝加平治の妻
- 女子：渡辺勝綱（本多美作守家臣）の妻
- 女子：菅沼定栄（菅沼織部正家臣）の妻
- 梶正勝（梶正利）：次郎兵衛。庶子のため別家。本多忠政に仕えたが、慶長19年（1614年）より徳川家康に直仕。父の旧領足助を知行地に含む400石の旗本となる。
- 梶勝成：金平、次郎兵衛、淡路。本多忠政に仕える。
- 梶正直：太郎右衛門、新右衛門。実父は渡辺勝綱、実母は正道の娘[7]（すなわち外祖父の養子）。別家を立てた。小野忠常門下の剣術家で、梶派一刀流の祖として知られる[8]。